# کلارندون (آرکانزاس)
کلارندون (آرکانزاس) (به انگلیسی: Clarendon, Arkansas) یک شهر در ایالات متحده آمریکا با جمعیت ۱٬۹۶۵ نفر است که در آرکانزاس واقع شده‌است.

## موقعیت جغرافیایی
موقعیت جغرافیایی شهرها و مناطق اطراف به شرح زیر است: